# Hochwasserrückhaltebecken Haintal
Das Hochwasserrückhaltebecken Haintal (laut offiziellem Schild des Wasserverbands Wedel-Brenz vor Ort: der Staudamm Haintal) ist ein Hochwasserrückhaltebecken im Haintal bei Heidenheim an der Brenz in Baden-Württemberg. Das Bauwerk oberhalb der Talenge zwischen Kleinem und Großem Starkenberg gilt nach DIN 19700-12 als mittleres Hochwasserrückhaltebecken. Der gestaute Bach ist der nur intermittierend wasserführende Haintalgraben, der im Stadtgebiet Heidenheims überdacht ist und dort von links bzw. Osten der hier ebenfalls überdachten Brenz zufließt.

## Beschreibung
Das Bauwerk riegelt den 3,23 km langen, meist trockenen Strang des Haintals ab, der westlich von Oggenhausen einsetzt. Das Einzugsgebiet ist etwa 10,07 km² groß. Es liegt auf der verkarsteten Weißjurahochfläche der Schwäbischen Alb im Naturraum Südliches Härtsfeld.
Der 1973 erbaute Damm steht kurz vor den östlichsten Ausläufern der geschlossenen Bebauung von Heidenheim und kann bis zu 570.300 m³ Wasser zurückhalten. Er wurde nach dem Jahrhunderthochwasser vom 29. August 1968 errichtet, um neben einer großen Industriezone in der flachen Brenztalaue auch das Wohngebiet Voithsiedlung zu schützen.

Ausgewählte Bilder des Hochwasserrückhaltebeckens Haintal
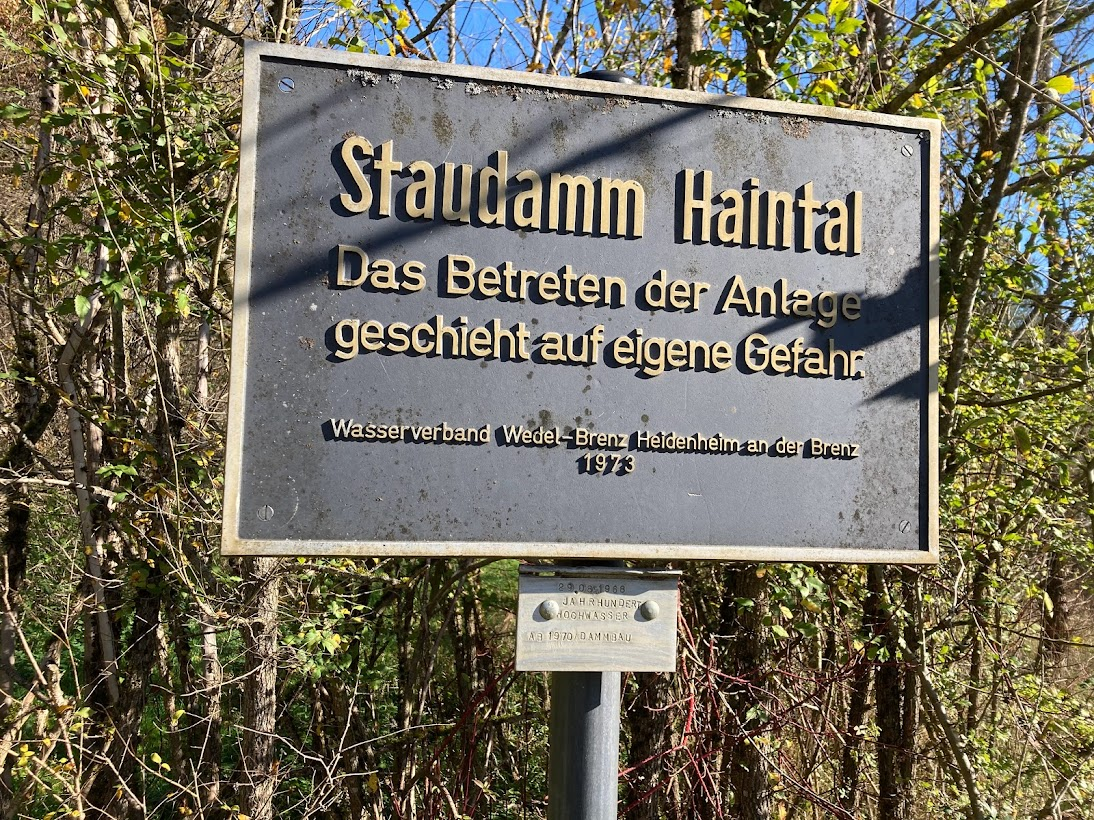
Hochwasserrückhaltebecken Haintal (2022), Schild
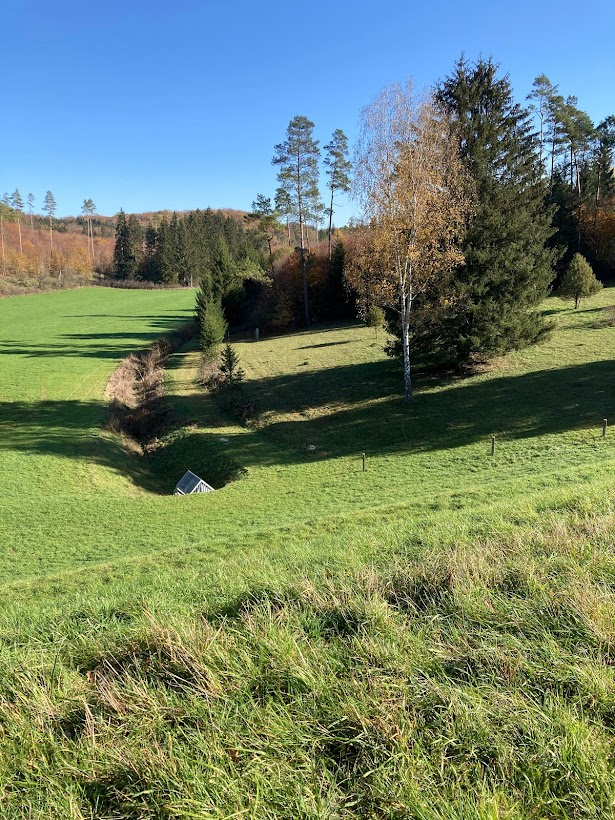
Hochwasserrückhaltebecken Haintal und Haintalgraben (2022), Wasserseite
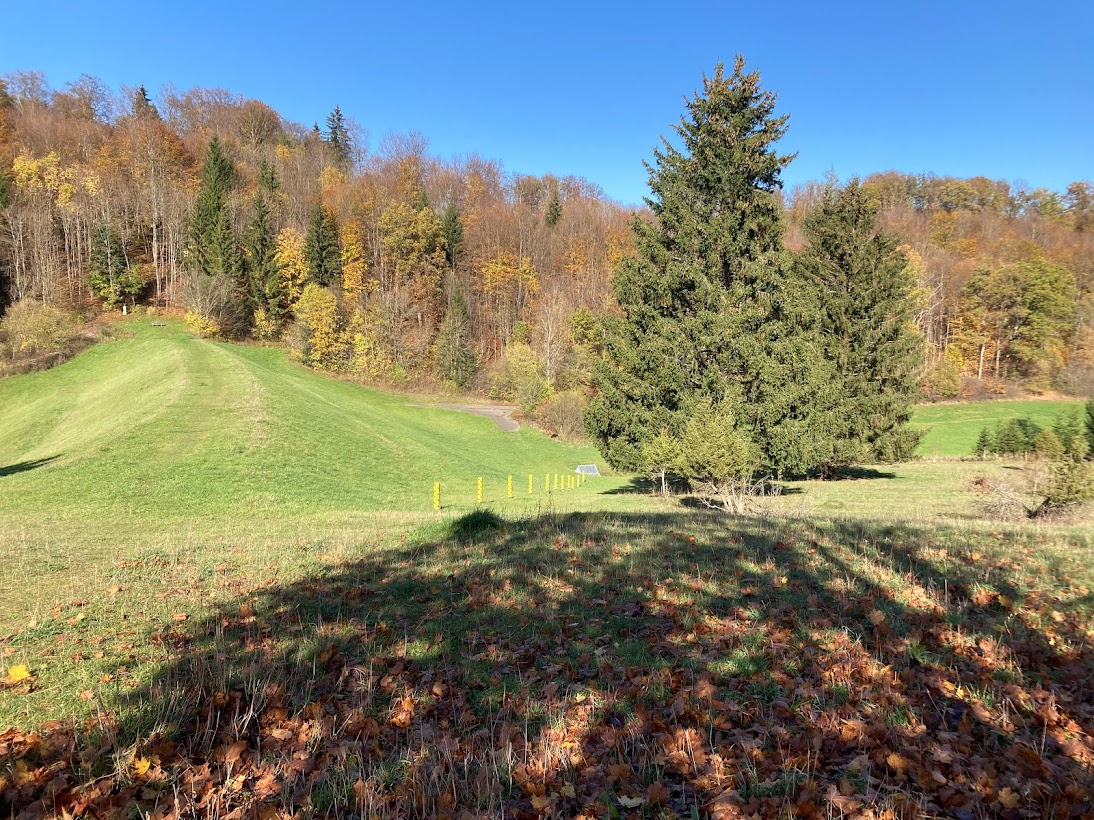
Hochwasserrückhaltebecken Haintal (2022), Dammkrone von Osten
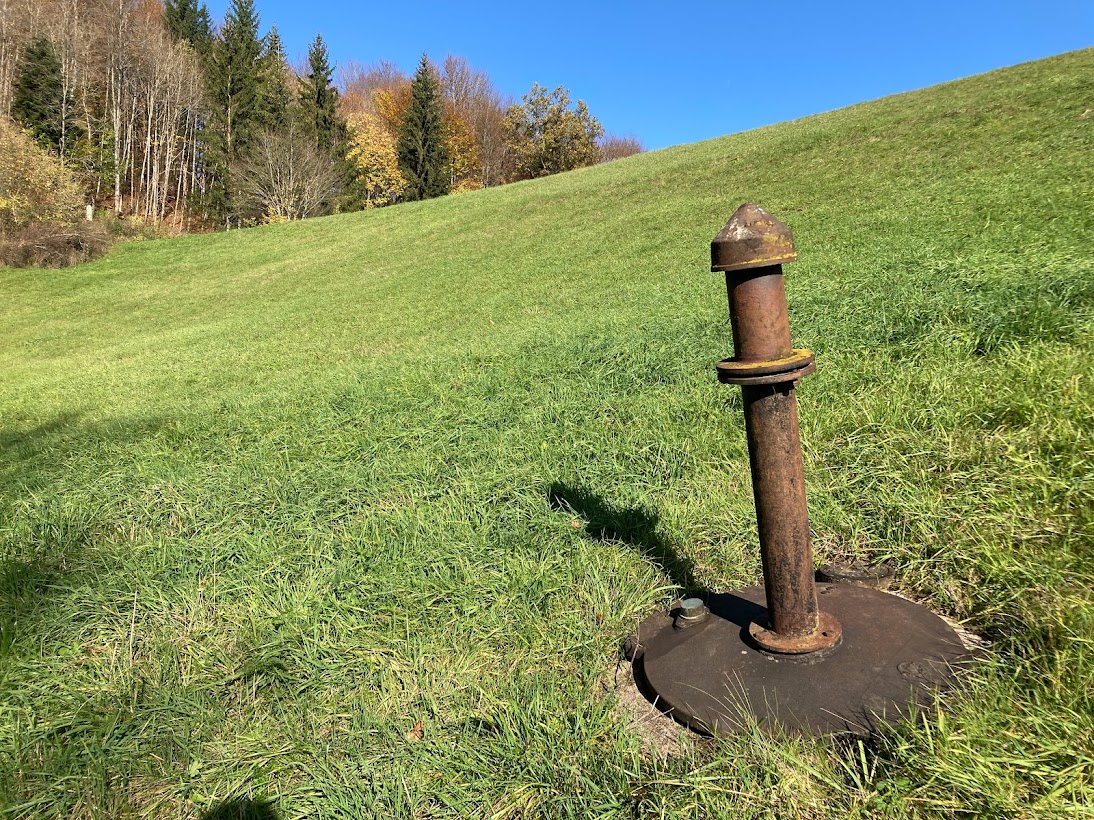
Hochwasserrückhaltebecken Haintal (2022), Luftseite
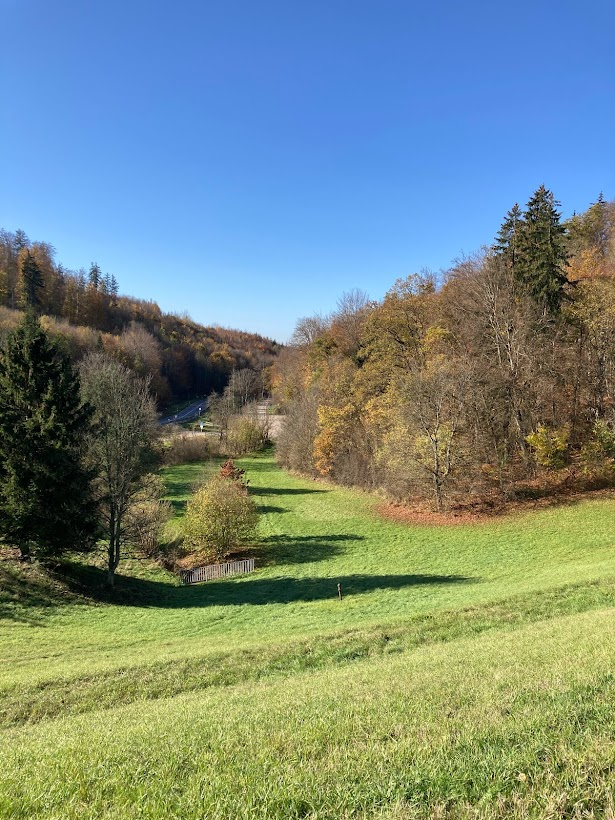
Hochwasserrückhaltebecken Haintal und Haintalgraben (2022), Luftseite

## Haintalgraben
Der Haintalgraben durchfließt das nach ihm benannte Hochwasserrückhaltebecken nach etwa 1,0 km und nimmt nach rund 100 m von links den entlang der Landesstraße L 1083 aus Richtung Giengen verlaufenden Schrannentalgraben auf. Auf etwa 450 m Länge verläuft er dann in einem engen Taleinschnitt zwischen Kleinem und Großem Starkenberg unmittelbar nördlich der Landstraße. An dessen Ende stößt von rechts der – gleichfalls durch ein Rückhaltebecken regulierte – Flönstälegraben hinzu, ab hier beginnt der von der Stadt Heidenheim durch regelmäßigen Grasschnitt an Böschung und Sohle gepflegte Bereich des Grabens.
Die folgenden rund 1,7 km verläuft der Haintalgraben – von zahlreichen Brücken für Fußgänger, Radfahrer und den Kraftverkehr überspannt – entlang der Giengener Straße bzw. zwischen dieser und der Straße Im Haintal. Kurz vor der Einmündung der Paul-Priem-Straße von rechts beginnt mit einer vergitterten Rohrmündung auf etwas tieferer Ebene sein überdachter Verlauf. Dieser führt in Höhe der Friedrich-Voith-Schule von der Giengener Straße links in die Uhlandstraße und unterhalb der Brenztalbahn hindurch in die Alexanderstraße, wo er nach insgesamt 1,0 km von links in die dort ebenfalls überdachte Brenz mündet.
Einen halben Kilometer weiter brenzaufwärts mündet im Gegenlauf der Wedel, der bei Hochwasser früher in ähnlicher Weise die Stadtmitte von Heidenheim gefährdete.

Ausgewählte Bilder des Haintalgrabens
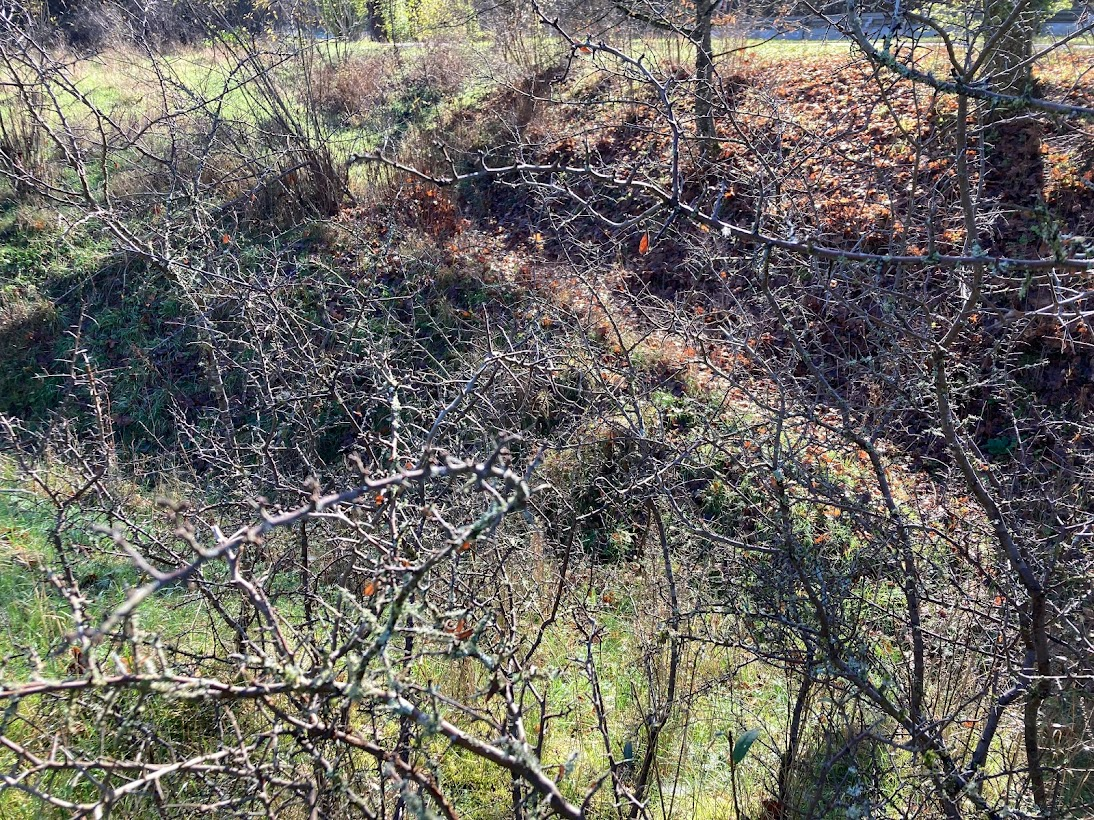
Mündung des Schrannentalgrabens (rechts) in den Haintalgraben (2022)
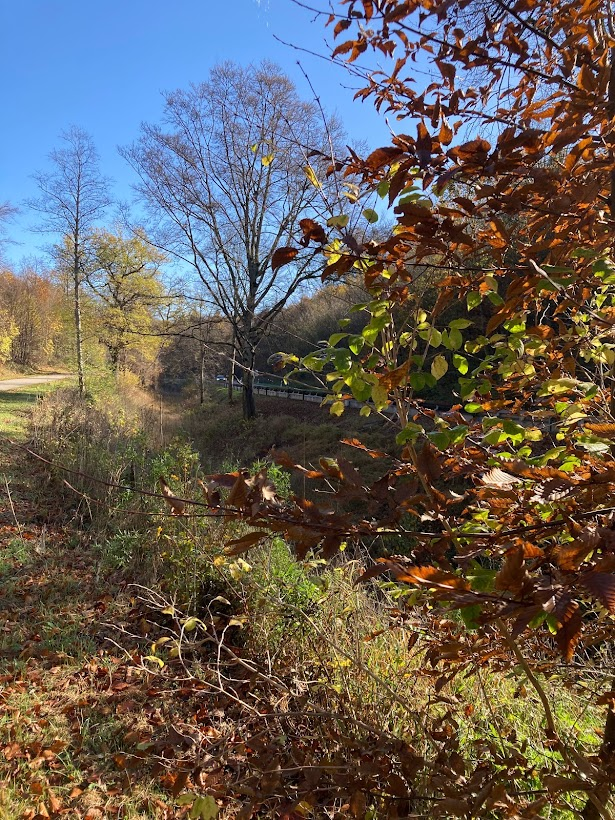
Haintalgraben (2022), nahe L 1083
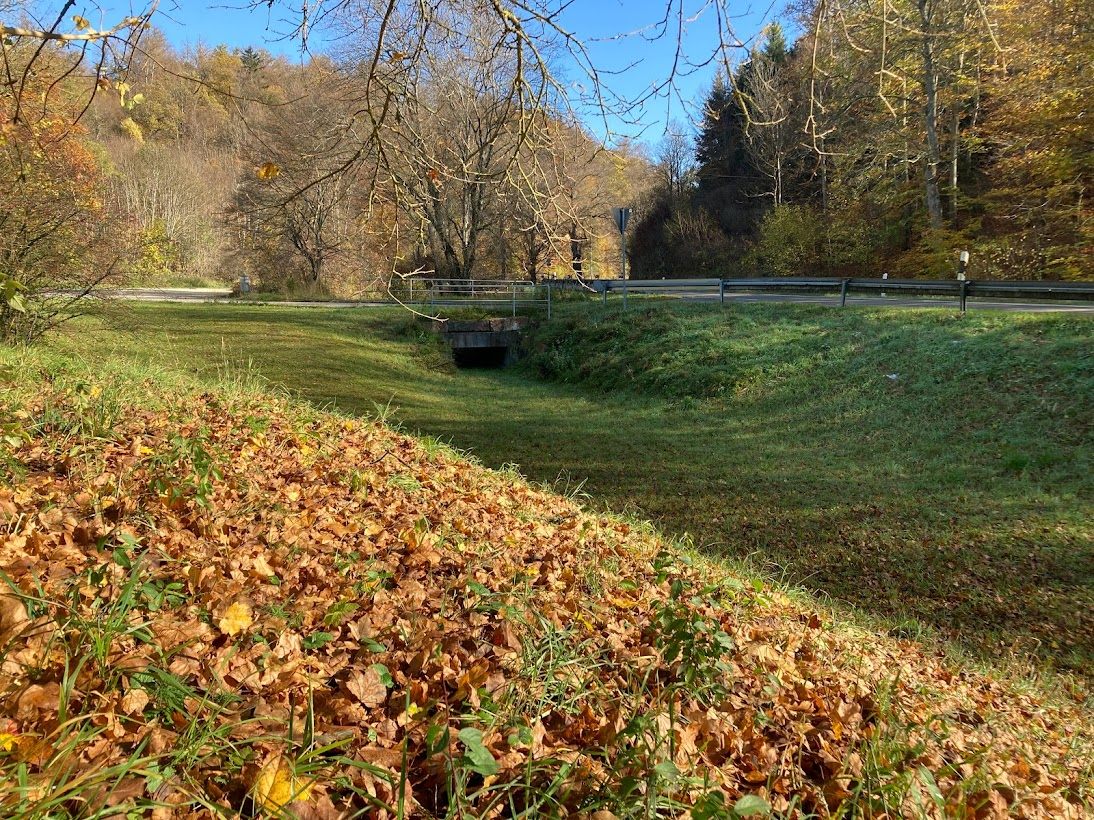
Mündung des Flönstälegrabens (links) in den Haintalgraben (2022)
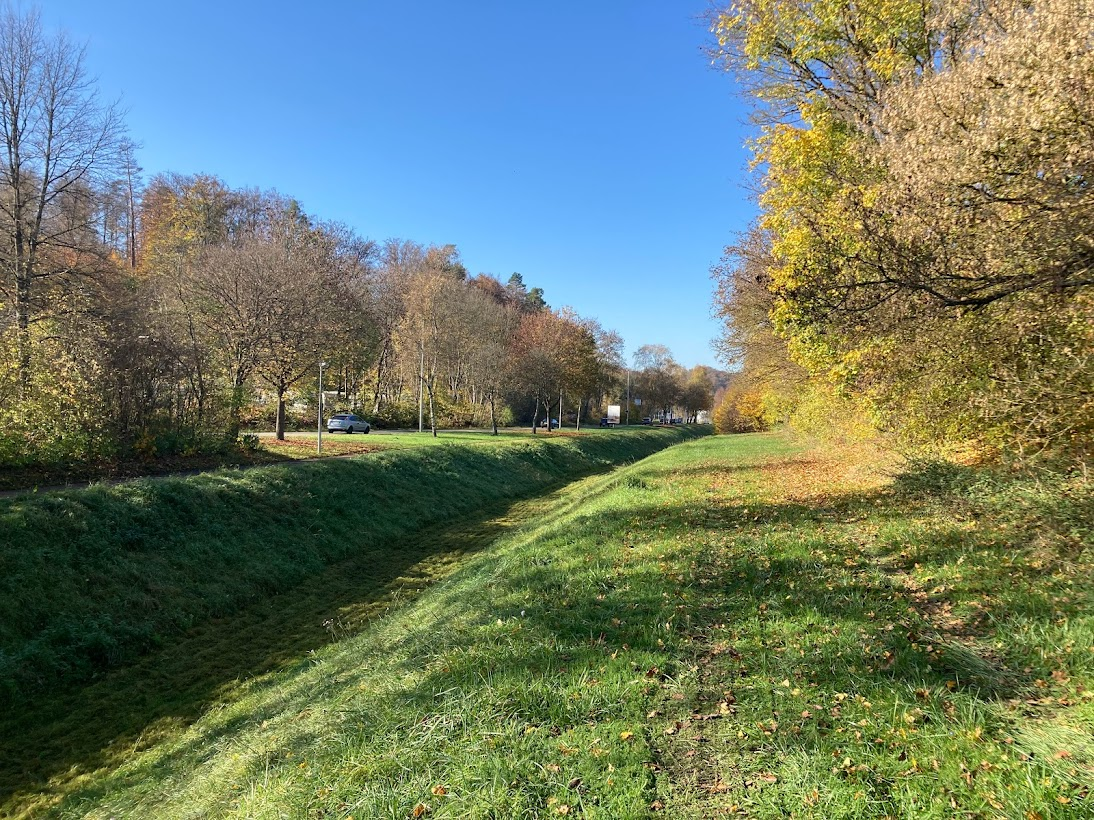
Haintalgraben (2022), Blick nach Westen
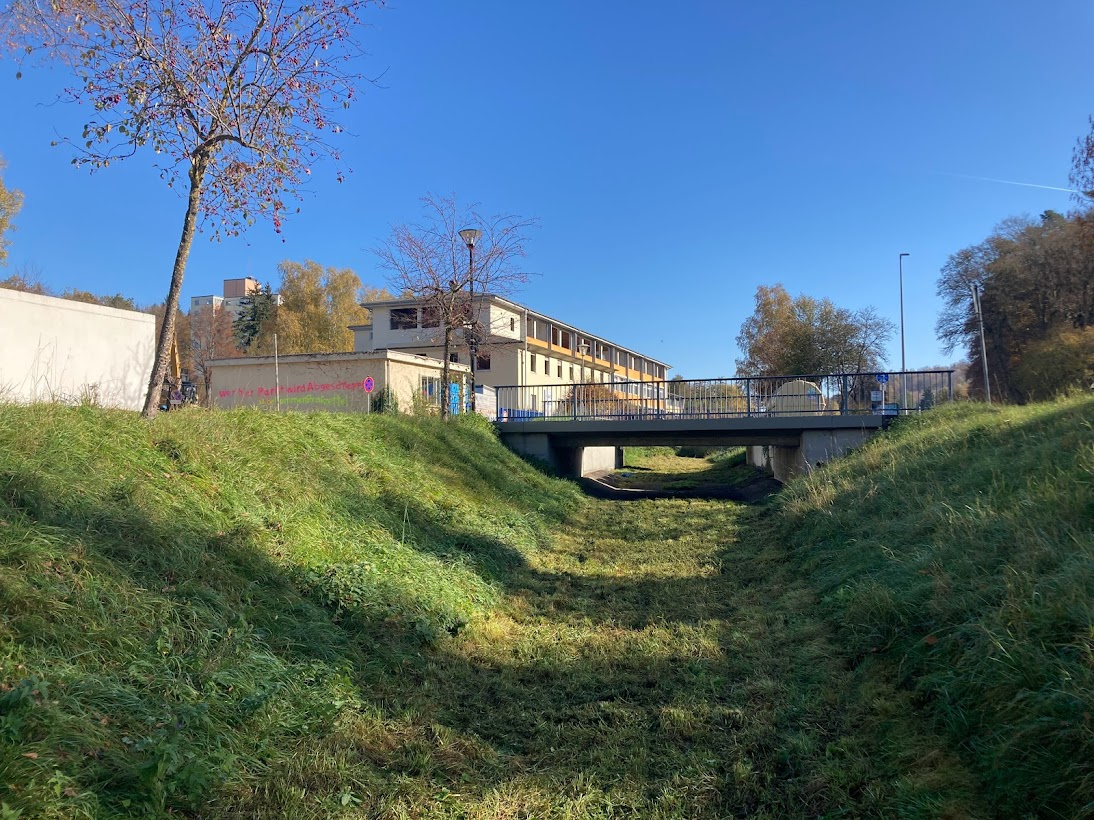
Haintalgraben (2022), Brücke beim ehemaligen Voith-Ausbildungszentrum
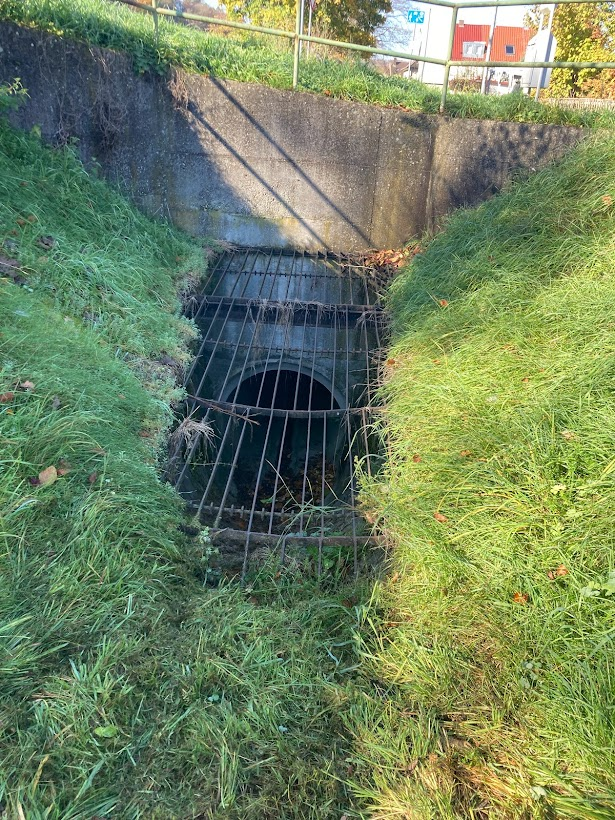
Haintalgraben (2022), Beginn der Kanalisierung

## Wasserverband
Das Hochwasserrückhaltebecken Haintal gehört dem Wasserverband Wedel-Brenz und wurde 1973 erbaut.